# Storkfåglar
Storkfåglar (Ciconiiformes) är en ordning i djurklassen fåglar vars taxonomi länge varit mycket omdiskuterad. Storkfåglar är kända från sen eocen. 

## Taxonomi
Enligt klassisk taxonomi omfattade denna ordning familjer med stora långbenta vadande fåglar med stor näbb som storkar, hägrar, skuggstorkar, träskonäbbar, ibisar och flamingor.
I och med utvecklingen av nya tekniker inom molekylärbiologin på slutet av 1900-talet, och då speciellt DNA-DNA-hybridisering, förändrades synen på många släktskap bland fåglarna. Baserat på sådana studier skapade Sibley och Ahlquist en ny taxonomi för bland annat ordningen storkfåglar som enligt dem omfattade inte mindre än trettio familjer och ordningen blev därmed den näst största efter tättingar. Med denna taxonomi omfattade ordningen så morfologiskt olika grupper som pingviner, falkfåglar, doppingar, vadarfåglar, stormfåglar och de grupper som även tidigare ingått i ordningen. Se här för en lista över Sibley-Ahlquists taxonomi
Två större molekylärbiologiska studier över alla världens fåglar, Erikcon 2008 och Hackett et al. 2008, har kastat nytt ljus på släktförhållandena. Enligt dessa båda undersökningar är storkarna besläktade med en större grupp fåglar som alla är väl anpassade till vatten, nämligen ormhalsfåglar, skarvar, sulor, fregattfåglar, stormfåglar, lommar, pingviner, hägrar, ibisar, träskonäbbar, skuggstorkar och pelikaner. Dessa båda studier visar också att varken falkfåglar, vadarfåglar, flamingor och doppingar tillhör denna grupp. De olika evolutionslinjernas ålder inom gruppen liksom deras inbördes släktskap gör att Ciconiiformes numera begränsas till endast familjen storkar.